# دانشگاه آزاد اسلامی واحد ساری
دانشگاه آزاد اسلامی واحد ساری (انگلیسی: Islamic Azad University of Sari Branch) بزرگترین و مهم‌ترین واحد دانشگاه آزاد اسلامی در استان مازندران محسوب می‌شود که در بهمن ماه سال ۱۳۷۱ فعالیت خود را با راه‌اندازی رشته‌های کامپیوتر، مکانیک، علوم تربیتی با گرایش مدیریت برنامه‌ریزی آموزشی و پرستاری و مامایی با جذب ۱۰۰۰ دانشجو آغاز کرد. این واحد از لحاظ اداری به عنوان واحد مادر استان مازندران و منطقه ۳ دانشگاه آزاد اسلامی (مازندران، گیلان، گلستان) شناخته می‌شود.

## ریاست
رییس دانشگاه آزاد اسلامی واحد ساری در ابتدا تنها ریاست واحد را بر عهده داشته که پس از استانی شدن واحدهای دانشگاه آزاد اسلامی، ریاست دانشگاه آزاد اسلامی واحد ساری،‌ به عنوان ریاست دانشگاه آزاد اسلامی استان مازندران نیز نامیده می‌شود.

### رؤسای دانشگاه از بدو تأسیس[۲]
- سید سیاوش میرشفیعی (بهمن ۱۳۷۱ ـ فروردین ۱۳۸۲)
- مهرداد ایرانی (فروردین ۱۳۸۲ - دی ۱۳۸۵)
- کیومرث نیازآذری (دی ۱۳۸۵ - مرداد ۱۳۹۷)
- حسین منصوریان سرخگریه (مرداد ۱۳۹۷ - آبان ۱۳۹۸)
- حسین کرمانیان (آبان ۱۳۹۸ - آذر ۱۴۰۲)
- سید عبدالله میرغیاثی (آذر ۱۴۰۲ - خرداد ۱۴۰۴)
- عبدالرضا بابائی (خرداد ۱۴۰۴ - تا کنون)

## درجه دانشگاه
درجه واحد ساری جامع می‌باشد و یکی از دانشگاه‌های فعال و پویا در منطقه شمال است. این دانشگاه دارای امکانات آموزشی و رفاهی کامل و دارای بیش از ۲۵۰ عضو هیئت علمی تمام وقت و ۱۳ مدرس پاره‌وقت در ۱۶۸ رشته تحصیلی در مقاطع مختلف می‌باشد و بیش از ۱۲۰۰۰ دانشجو در این دانشگاه مشغول به تحصیل هستند.

## فضای آموزشی و امکانات واحد
فضای آموزشی این واحد دانشگاهی مساحت ۱۷۷۵۹ مترمربع است که ۱۰۰۰۰ مترمربع از آن در سایت مجتمع دانشگاهی واقع در کیلومتر ۷ جاده فرح آباد ساری (فیروزکنده) در زمینی به مساحت ۸۰۰۰ مترمربع ساخته شده و از بهمن ماه ۸۴ به بهره‌برداری رسید و در ۱۸ خرداد ۸۵ با حضور عبدالله جاسبی رئیس وقت دانشگاه آزاد اسلامی و مسئولان استانی رسماً افتتاح گردید.
همچنین این دانشگاه دارای ۶۰۰۰ مترمربع زمین ورزشی (سالن‌های ورزشی سرپوشیده و زمین ورزشی روباز) و ۱۷۶۵۳۲ مترمربع زمین ملکی است.
مسجد با معماری مدرن و اسلامی و با یکهزار و ششصد و پنجاه متر مربع زیربنا در مدخل ورودی مرکز دانشگاهی در فروردین سال ۱۳۹۰ احداث شده‌است. ورودی‌های این مسجد طوری طراحی شده تا علاوه بر دانشجویان، استادان و کارکنان این واحد دانشگاهی، مسافران و دیگر شهروندان نیز بتوانند از این فضا استفاده کنند.
واحد ساری دارای بیش از ۷۴ آزمایشگاه و کارگاه، ۲ کتابخانه با بیش از ۶۵۰۰۰ جلد کتاب و ۱۴۰ عنوان نشریه، ۲ باب خوابگاه با ظرفیت ۴۰۰ نفر مخصوص دانشجویان دختر و ۲ سالن غذاخوری با ظرفیت ۵۰۰ نفر و ۸ وسیله جمعی برای سرویس ایاب و ذهاب دانشجویان و کارکنان و استادان می‌باشد.
در زمینه فعالیت فوق برنامه و فعالیت‌های فرهنگی و حمایت از تشکل‌های صنفی و دانشجویی این دانشگاه دارای سه تشکل فعال دانشجویی، بسیج دانشجویی و ۱۴ نشریه دانشجویی (علمی، فرهنگی، سیاسی، اجتماعی و ورزشی) می‌باشد و همه ساله در قالب اردوهای دانشجویی، کاروانهای راهیان نور، سفرهای زیارتی مشهد مقدس، قم، جمکران و بازدید از اماکن دیدنی و تاریخی شهرهای مختلف کشور کاروانهای متعددی را اعزام نموده‌است.

## معاونت امور سما

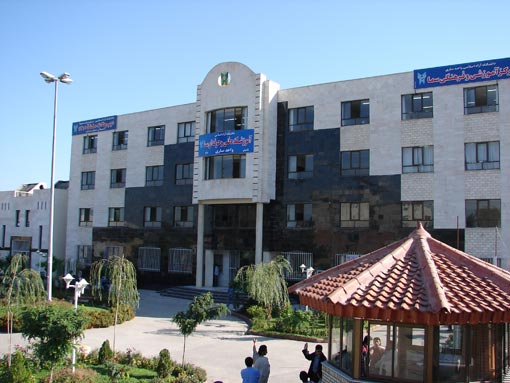
آموزشکده سما دانشگاه آزاد اسلامی واحد ساری

آموزشکده عالی فنی و حرفه‌ای سما وابسته به این دانشگاه نیز با دارا بودن بیش از ۱۳ رشته فنی و حرفه‌ای و ۱۵۴۰ نفر جمعیت دانشجویی در مقاطع پیش‌دانشگاهی دبیرستان، هنرستان فنی و حرفه‌ای و دبستان و پیش‌دبستان و مهد کودک نیز مشغول فعالیت می‌باشد و بالغ بر ۴۰۰ دانش‌آموز و نوآموز در آن‌ها مشغول به تحصیل می‌باشند.
فضای آموزشی آموزشگاه‌ها و آموزشکده‌های عالی فنی و حرفه‌ای وابسته به این دانشگاه در زمینی بالغ بر ۱۳۶۳۵ مترمربع و مساحت ۵۷۸۰ مترمربع ساخته شد و از بهمن ماه ۸۴ به بهره‌برداری رسید و در ۱۸ خرداد ۸۵ با حضور عبدالله جاسبی رسماً افتتاح شد.

## دانشکده‌ها

### دانشکده فنی مهندسی و علوم پایه

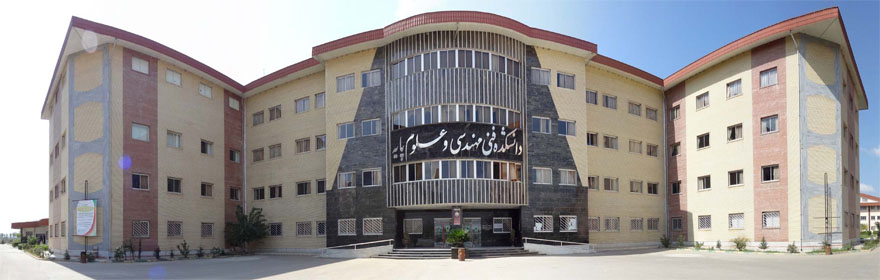
دانشکده فنی و مهندسی و علوم پایه دانشگاه آزاد اسلامی واحد ساری

دانشکده فنی مهندسی و علوم پایه در چهار طبقه و با فضای ۱۰۰۰۰ متر مربع در مجتمع دانشگاهی دانشگاه آزاد اسلامی واحد ساری بنا گردیده‌است. دانشکده هم‌اکنون دارای ۲۶۵۱ دانشجو که در ۳ مقطع تحصیلی کارشناس ارشد، کارشناسی پیوسته و کارشناسی ناپیوسته مشغول به تحصیل می‌باشند. دانشکده فنی مهندسی و علوم پایه دارای ۸۰ عضو هیئت علمی تمام وقت می‌باشد.

#### رشته‌های فعال
مقطع دکترا تخصصی:
۱- مهندسی برق - الکترونیک ۲- مهندسی کامپیوتر (نرم‌افزار) ۳- مهندسی برق (قدرت)
مقطع کارشناسی ارشد:
۱- علوم کامپیوتر ۲- مهندسی کامپیوتر (نرم‌افزار) ۳- مهندسی برق (قدرت) ۴- مکانیک (تبدیل انرژی و ساخت تولید) ۵- مهندسی کشاورزی (ترویج و آموزش کشاورزی) ۶- مهندسی منابع طبیعی (صنایع چوب) ۷- ریاضی (محض و کاربردی) ۸- فیزیک (ذرات بنیادی و نظریه میدان‌ها)
مقطع کارشناسی پیوسته:
۱- فیزیک ۲- مهندسی برق ۳- مهندسی فناوری اطلاعات ۴- مهندسی معماری ۵- مهندسی مکانیک ۶- مهندسی منابع طبیعی ۷- مهندسی کامپیوتر (نرم‌افزار و سخت‌افزار) ۸- مهندسی کشاورزی ۹- زیست‌شناسی
مقطع کارشناسی ناپیوسته:
۱- علمی کاربردی ارتباط تصویری ۲- علمی کاربردی معماری ۳- مهندسی تکنولوژی الکترونیک ۴- مهندسی تکنولوژی معماری ۵- مهندسی تکنولوژی نرم‌افزار کامپیوتر ۶- مهندسی تکنولوژی تاسیات حرارتی و برودتی ۷- مهندسی تکنولوژی برق ۸- مهندسی مکانیک

### دانشکده علوم پزشکی

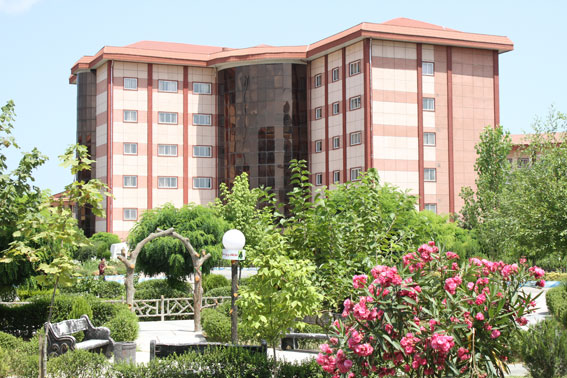
دانشکده علوم پزشکی دانشگاه آزاد اسلامی واحد ساری

تاریخ تأسیس دانشکده علوم پزشکی دانشگاه آزاد اسلامی واحد ساری سال ۱۳۷۲ می‌باشد که در آن زمان ۱۹۲ نفر دانشجو در رشته پرستاری و مامایی مشغول به تحصیل شدند. دانشکده علوم پزشکی دانشگاه آزاد اسلامی واحد ساری در مهر ماه سال ۱۳۸۶ به‌دست هاشمی رفسنجانی رئیس مجمع تشخیص مصلحت نظام و مجلس خبرگان رهبری و ریاست هیئت امنای دانشگاه آزاد اسلامی به بهره‌برداری رسید. در سال ۱۳۹۰ دانشجویان رشته پزشکی نیز به جمع دانشجویان این دانشکده اضافه شدند.
تعداد فارغ التحصیلان این دانشکده در مقاطع مختلف رشته‌های پرستاری و مامایی از بدو تأسیس ۱۵۷۱ نفر می‌باشد. همچنین دانشجویان در حال تحصیل این دانشکده ۱۳۱۶ نفر می‌باشد. تعداد اعضای هیئت علمی ۲۹ نفر و تعداد رشته‌های فعال در دانشکده علوم پزشکی ۴ رشته می‌باشد.
رشته‌های موجود
- پزشکی
- علوم آزمایشگاهی
- مامایی
- پرستاری
- بهداشت

### دانشکده علوم انسانی

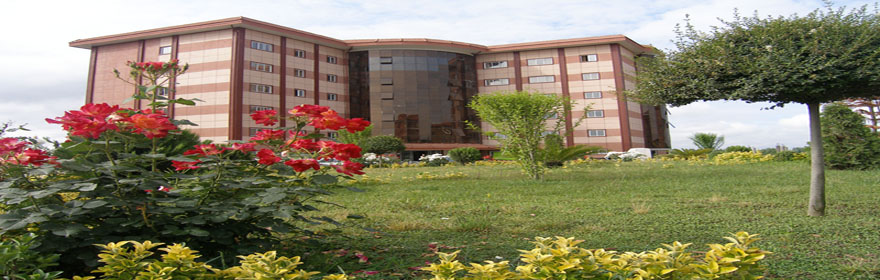
دانشکده علوم انسانی دانشگاه آزاد اسلامی واحد ساری

دانشکده علوم انسانی دانشگاه آزاد اسلامی واحد ساری در سال ۱۳۸۶ به ریاست آقای عین‌اله مظلومی از استادان گروه فلسفه شکل گرفت و سپس ریاست آن را سید احمد میریان از استادان گروه علوم قرآن و حدیث تا شهریور سال ۱۳۹۰ برعهده داشت که پس از آن این امر به آقای رضا یوسفی از استادان گروه علوم تربیتی واگذار شد.
این دانشکده در سه مقطع کارشناسی، کارشناسی ارشد و دکتری به تعداد ۳۹۱۷ دانشجو و با ۲۷ کادر آموزشی و اداری و مساحت ۷۲۵۳ مترمربع دارای تجهیزات کمک آموزشی می‌باشد. همچنین از دیگر امکانات این دانشکده می‌توان به اتاق سمعی و بصری، لابراتوار زبان، آزمایشگاه روانشناسی، اتاق مشاوره و سالن آمفی تئاتر به گنجایش ۲۲۰ نفر اشاره کرد.

### دانشکده دندان پزشکی
دانشکده دندان پزشکی دانشگاه آزاد اسلامی واحد ساری در سه مقطع کارشناسی، کارشناسی ارشد و دکتری به مساحت ۶۰۹۷ مترمربع و در ۴ طبقه همراه با تجهیزات کمک آموزشی و آزمایشگاه‌های تخصصی می‌باشد.